# アックマ
アックマは、北海道発の北海道応援キャラクター。

## 概要
- 2008年7月7日、七夕の夜に彗星と共にアックマ星から北海道に現れた。
- 紫色の体に意地悪そうな目、背中に羽根があるクマ。
- ひねくれ者でずる賢い。
- コアックマとは双子のきょうだい。
- 口癖「ひぇ」「あわっ」「むぎぃぃぃぃぃぃ」「だひひひひ」

## 活動
基本的には、コアックマとほぼ同じであるが、「イベント」や「ゲリラ出没」などで、まれにアックマ単独で登場する場合もある。
2011年に動画投稿サイトでエレクトリック・ギターを弾く姿を初披露して以降、イベントやライブ、ウェブ番組などで度々ギター演奏を披露している。2013年にはデビュー曲「FIRE AKKUMA FIRE」を公開。2016年4月にはバンド「MOF」を結成し、「AKKUMA★TIME 6:66 」「mgmg♡はっぴ〜」の二曲を公開。ご当地キャラバンドGCB47とも何度も共演し、イベント等でギター演奏を聴くことができる。2017年以降はふなっしー率いるキャラクターメタルバンド「CHARAMEL」のギター担当としても活躍している。

## 主な出演・受賞など（イベントなどは多数につき除く）
- 2008年
  - 7月7日 - アックマ星から地球へ現れる、アックマブログ開設
- 2009年
  - 5月 - THE冠の楽曲「傷だらけのヘビーメタル」のMV撮影が札幌市で行われる。PVで登場するアパートの部屋にアックマのステッカーが貼られており、また、冠が「コアックマTシャツ 横顔柄」を着て撮影するシーンもある。
  - 5月18日 - 突如「手下が欲しい」と言い出し、アックマ軍団の団員を募集
  - 11月 - 「ロッテFit’sダンスコンテスト」北海道エリアグランプリ獲得
- 2010年
  - 4月29日 - 全国放送、テレビ東京「ピラメキーノ」出演
  - 6月11日～12日 - YOSAKOIソーラン祭りにてゆるキャラ(R)演舞
  - 6月18日 - NHKホールで橋幸夫さんコンサートのゆるキャラ音頭に参加
  - 7月11日 - 札幌ドームの「北海道マスコットキャラクター大集合」参加
  - 10月8日 - 「第5回札幌国際短編映画祭」応援団
  - 10月23日～24日 - 「ゆるキャラまつりin彦根〜キグるミさみっと2010」出場。以後彦根の同イベントには毎年登場
  - 11月3日 - クレーンゲームグッズ発売開始
  - 12月9日 - 札幌ドームで開かれた北海道日本ハムファイターズ・斎藤佑樹投手（同年のドラフト会議で1位指名）の入団会見にまんべくんと出没
- 2011年
  - 3月22日 - youtubeで最初のギター演奏動画が公開される[1]。
  - 2月5日 - 「さっぽろ雪まつり」にてアックマの雪像が制作される
  - 2月12日 - さっぽろ雪まつり1丁目会場にて「JCOM雪上ミュージアム2011」に出演
  - 11月 - 羽生のキャラさみっとに出演。以後同イベントには毎年登場
- 2012年
  - 5月 - ニコニコ生放送イオシスちゃんねるにて、ウェブ番組「IOSYSくま牧場」放送開始。
- 2013年
  - 11月 - ゆるキャラグランプリ2013にて、全国総合15位、北海道1位になる[5]。
- 2014年
  - 3月 - ウェブ番組「仔熊酒」開始。
  - 10月 - ご当地キャラ＆ヒーロー大合戦にてコアックマ＆アックマで非公認の部優勝[6]。
- 2015年
  - 3月 - 毎月配信だったUstream配信のウェブ番組「ゆるたび北海道」終了。同名の「北海道Walker」連載記事も同時に終了した。
  - 5月 - バンドNoGoDの札幌でのライブ公演に出演[7]。
  - 8月 - サンフランシスコで開催されるJ-POPサミットに出演。
  - 11月 - バンドGacharic Spinの札幌でのライブ公演に出演[8]。
- 2016年
  - 7月 - サンフランシスコで開催されるJ-POPサミットに出演。
  - 8月23日（武道館）、8月28日（大阪城ホール） - ふなっしーの武道館・大阪城ホール公演にコアックマとともにゲスト出演[9]し、「ナントカナルシング」でギター演奏。
  - 10月19日～23日 - 副知事や道議、onちゃんらとともに、北海道の文化・観光等のPRのためハワイに遠征[10]。
  - 10月29日 - コアックマと共に『映画 魔法つかいプリキュア! 奇跡の変身!キュアモフルン!』に「クマ応援団」としてゲスト出演[11]。

- 2017年
  - 3月 - 「ふなっしー春のケツゴボウツアー[12]」のZepp東京・Zepp札幌に参加し、ふなっしー（Vo）、カパル（Ba）、にゃんごすたー（Dr・東京のみ）、ニャジロウ（Dr・札幌のみ）とバンド演奏を披露。
  - 4月 - 「ふなっしー絶ブシャー祭り2017[13]」でZeppを巡るキャラメタルバンドが結成され、参加が告知された。
  - 8月16日 - ツアーの最後のZepp東京でキャラメタルバンド「CHARAMEL」解散。
  - 10月7日 - ふなっしーにより、2018年1月のCHARAMEL再結成が告知される。
- 2018年
  - 1月 - 東京ふるさと祭りでCHARAMEL復活。これ以降のCHARAMELとしての活動はそちらの項目参照のこと。
  - 2月 - さっぽろ雪まつりにコアックマ＆アックマがジンギスカンのジンくんと合同でブースを設置

## プロフィール
- 名前：アックマ
- 性別：♂
- 出身地：アックマ星
- 誕生日：アックマ暦20008年6月6日
- 好きな食べ物：焼き肉、寿司
- 好きな色：紫、黒
- 好きな音楽：ハードコア・パンク・ハードロック・ヘヴィメタル
- 好きな言葉：AKKUMA CHANGE THE WORLD、だひひひひひひひ!!!!!!(笑)